# Elene Lucia Ameur
Elene Lucia Ameur (* 8. Januar 1994 in München) ist eine deutsche Laiendarstellerin mit niederländischen und französischen Wurzeln.

## Karriere
Ameur wuchs in Bayern und Niedersachsen auf. Nach der Schule machte sie eine Ausbildung zur Rechtsanwaltsfachangestellten. 2018 hatte sie ihre ersten Auftritte in der Seifenoper Berlin – Tag & Nacht auf dem Privatsender RTL II. Ein Jahr lang hatte sie dort die Rolle der Zoe Schuster. Nach Berlin – Tag und Nacht arbeitet sie als Model und Synchronsprecherin. 2020 nahm sie an der Reality-Show Promi Big Brother teil.

## Filmographie
- 2018–2019: Berlin – Tag & Nacht
- 2020: Promi Big Brother